# Rebutia spinosissima

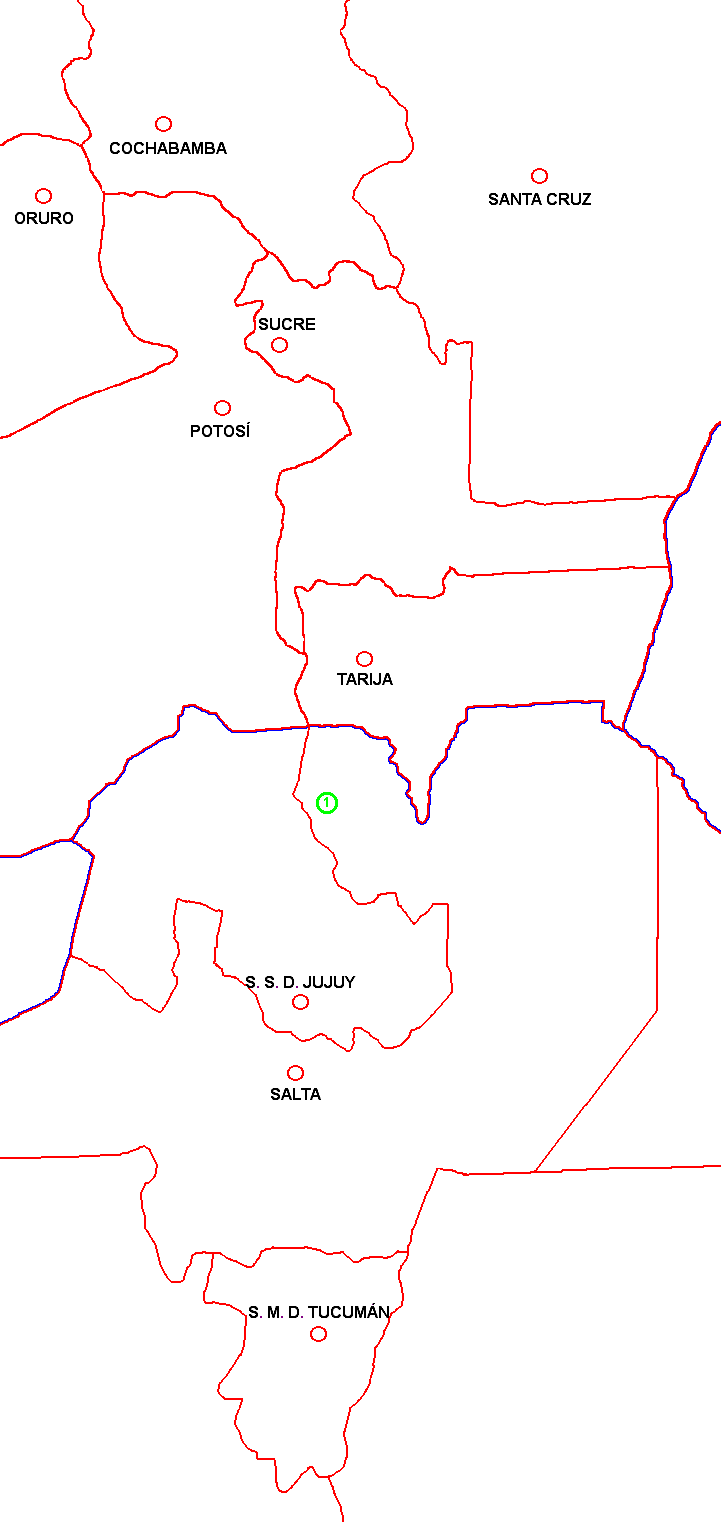
Mapa rozšíření R. spinosissima

Rebutia spinosissima je pěkný, jemně otrněný druh rodu rebucie, jeden ze starších zajímavých zástupců sekce Aylostera, původně pocházející ze sběru C. Backeberga, z něhož potomky můžeme sporadicky nalézt ve sbírkách i po 70 letech. Jméno je odvozeno od charakteristického hustého otrnění, spinosissimus znamená nejvíce trnitý.

## Rebutia spinosissimaBackeb.
Backeberg, Curt; Blätter für Kakteenforschung, 2: 8, 1935
Sekce Aylostera, řada Spinosissima
Synonyma: 
- Aylostera spinosissima (Backeb.) Backeb. 1935

### Popis
Tělo odnožující, později tvořící polštáře, jednotlivé stonky dosti ploché, později kulovité, až 40 mm široké, pokožka světle zelená, nečervenající; kořeny provazcovité, temeno poněkud snížené, vyplněné trny. Žeber asi 25, nízká, šikmá, zcela rozložená na malé kuželovité hrbolky; areoly hustě stojící, okrouhlé, asi 1,5 mm široké, bělavě až nahnědle plstnaté. Trny početné, jemné štětinovité, těžko rozlišitelné na okrajové a středové, bělavé; středových trnů 5–6, poněkud silnější a delší, s nahnědlou špičkou.
Květy hluboko postranní, nálevkovité, světle cihlově červené, asi 30 mm dlouhé a 25–30 mm široké; široce nálevkovitě otevřené; květní lůžko kulovité, 3 mm široké, světle olivově zelené, pokryté trojúhelnikovitými, světle olivově nahnědlými, asi 1 mm dlouhými šupinami s bílými, až 3 mm dlouhými, tenkými, ohebnými, zkroucenými, bílými štětinami a vlnatými vlasy v jejich paždí; květní trubka štíhle válcovitá, asi 10 mm dlouhá a 3 mm široká, světle nazelenalá, pokrytá malými, 1–2 mm dlouhými šupinami s malými množstvím kudrnaté vlny; vnější okvětní lístky přecházející ze šupinovitých, kopinaté až kopisťovité, s ostnitou špičkou, 5–15 mm dlouhé a 1–4 mm široké, nejmenší bledě nazelenalé, větší rumělkově červené s oranžovým středním proužkem; vnitřní okvětní lístky kopisťovité, 10 mm dlouhé a 5 mm široké, cihlově červené s rumělkové červeným středním proužkem; nitky bílé, tenké, 6–10 mm dlouhá, prašníky malé, kulovité, žluté; čnělka bílá, nitkovitá, srostlá se základem trubky v délce asi 5 mm, blizna s 5–6 rameny dlouhými asi 3 mm. Plod malý, kulovitý, 3–4 mm široký, pokrytý šupinami, vlasy a štětinami. Semena protáhlá, asi 1 mm dlouhá, s málo vyvýšeným kýlem; hilum hnědé, mikropylární jamka drobná, testa matně černá, s podlouhlými plochými hrbolky.

### Variety a formy
R. spinosissima byla popsána C. Backebergem roku 1935 podle jeho sběru. Rostlina, podle které byl popis vytvořen, byla umístěna pod Backebergovým sběrovým číslem 1969 v botanické zahradě v Monaku. Rostliny z tohoto prvotního zdroje byly poměrně velmi jednotné, drobné rozdíly vyskytující se zejména ve vzhledu otrnění jsou převážně důsledkem kultury. Rostliny při dostatku světla a čerstvého, zejména při tvrdší kultuře a ve vyšším stáří vytvářejí trny poněkud hrubší a vybarvené více do hněda. Jako R. spinosissima var. brunispina byly Backebergem označeny rostliny, jejichž některé středové trny byly celé hnědé. Barva trnů a do jisté míry i jejich síla jsou však značně závislé na podmínkách kultury.
V novější době byly jako R. spinosissima označeny sběry W. Rausche WR 317, 778, 859, 916 a 917, jako R. spinosissima var. aurea sběr WR 318. Další sběry, které byly zpočátku také spojovány se jménem R. spinosissima, byly později připojeny k jiným taxonům nebo se staly podkladem k jejich popisům (WR 318 – R. archibuinungiana, WR 643 – R. jujuyana, L 329 – R. fiebrigii var. densiseta, L 346 – R. pulchella, L 348 – R. donaldiana, L 383 – R. brunescens), což se nedá do budoucna vyloučit ani u některých dalších z výše uvedených Rauschových sběrů.

### Výskyt a rozšíření
Původní nález C. Backeberga pocházel ze severní Argentiny, z provincie Salta, z nadmořské výšky 2500 m, bez přesnější lokalizace místa. Nové nálezy W. Rausche pocházejí z dosti rozsáhlého území, a zůstává otevřené, zda všechny skutečně patří k R. spinosissima. Sběr WR 317 pochází z blízkosti města Padcaya (Bolívie, departament Tarija, provincie Arque), sběr WR 778 z blízkosti Santa Victoria (Argentina, provincie Salta), sběr WR 859 od Lajas (Bolívie, departament Tarija), sběr WR 916 od Rio Bermejo (Bolívie, departament Tarija) a sběr WR 917 od Muyuquiri (Argentina, provincie Salta). Rauschovy nálezy jsou tedy proti původní R. spinosissima lokalizovány většinou zřetelně severněji.